# Grand Bérard
Il Grand Bérard (3.046 m s.l.m.) è una montagna delle Alpi Cozie (sottosezione delle Alpi del Monviso). Si trova in Francia nei pressi dello spartiacque tra l'Ubaye e la Durance.

## Storia
La prima salita alla vetta nota è stata effettuata dal capitano Durand, che vi ha posizionato un segnale geodetico nel 1820.